# Yeniköy (Emirdağ)
Yeniköy  è un villaggio (köy) situato nel comune cittadino di Davulga, nel distretto di Emirdağ, nella provincia di Afyonkarahisar, in Turchia. Presenta caratteristiche tipiche di un villaggio tradizionale dell'Anatolia.
Il villaggio venne fondato da immigrati di etnia turca provenienti dalla regione del Nagorno-Karabakh durante il periodo ottomano. Il villaggio ospitava fino agli anni 1920 una cospicua comunità greca, che emigrò in Grecia nel 1924, stabilendosi a Kondariotissa, in Macedonia Centrale, nell'ambito dello scambio di popolazioni tra Grecia e Turchia. Nella piazza centrale di Kondariotissa è stato posto un monumento commemorativo a ricordo della comunità di Yeniköy.